# Церковь Святого Михаила (Санкт-Петербург)
Церковь Святого Михаила — евангелическо-лютеранский храм в Санкт-Петербурге. С 1992 года — действующий приход Церкви Ингрии.

## История
Община была создана в 1731 году в здании Первого кадетского корпуса.
В 1834 году община была названа во имя архистратига Михаила.
В 1841 году император Николай I приказал перевести церковь в частное здание, однако повелел выплачивать приходу средства из казны на нём. Тогда состоялось разделение единой общины на немецкую и эстонскую. Эстонская община организовала церковь святого Иоанна. Немецкая община (около 2000 прихожан) собиралась в частном доме на 3-й линии Васильевского острова, где 16 августа 1842 года была освящена церковь святого Архангела Михаила. Так как здание не могло вместить всех прихожан, то после перестройки корпуса кадетского училища там вновь была открыта лютеранская церковь, освященная 8 ноября 1847 года. До 1861 года в церкви на Васильевском острове и в кадетском училище состоял один приход. C 1861 года церковь в кадетском училище получила разрешение на создание собственного прихода, который с 1866 года именовался «церковь святого Михаила в Кадетской линии».
Тем временем прихожане церкви на Васильевском острове занимались сбором средств на строительство новой церкви, которая была заложена 23 октября 1874 года на Среднем проспекте Васильевского острова. Освящена церковь 19 декабря 1876 года. В связи освящением нового здания приход в кадетском училище по императорскому решению был упразднён, а прихожане и имущество переведены в здание на Васильевском острове. При церкви действовали элементарная школа с сиротским приютом, а также вдовий приют и общество попечения о бедных.
В 1929 году здание церкви Святого Михаила советские власти передали русской лютеранской общине Иисуса Христа, в результате чего немецкий и русский приходы объединились. В 1935 году церковь закрыли по указу Ленинградского Облисполкома от 15 августа того же года. В здании храма расположили спортивную базу завода им. Калинина, после чего её место занял склад табачной фабрики им. Урицкого, а после ВОВ — цех экспериментального завода «Спорт». Новые хозяева полностью перестроили интерьер, при этом главный богослужебный зал разделили на три этажа перекрытиями.

## Современность
В 1992 году здание передано ЕЛЦИ, богослужения были возобновлены, однако если церковь святой Марии являлась в основном финской, то приход церкви святого Михаила составили преимущественно русские. Русский язык является основным языком на Мессах. В деле возрождения прихода сыграл огромную роль его настоятель — Сергей Прейман, который одновременно был епископским викарием и руководителем Русского пробства ЕЛЦИР (своеобразной этнической фракции внутри Церкви Ингрии). После скоропостижной смерти о. Сергея Преймана Русское пробство было реорганизовано и приход вошёл в состав Санкт-Петербургского пробства. Он также возглавляет Санкт-Петербургское пробство ЕЛЦИР. В настоящее[когда?] время территория церкви предоставляется для богослужений иным протестантским конфессиям: методистам, адвентистам седьмого дня, церквям «Виноградник» и «Часовня на Голгофе».

## Архитектура
Каменная церковь на 800 мест, построена в 1871—1876 годы, по проекту военного инженера, инженера-полковника Карла Бульмеринга. Фасад перестроен в 1886 году по проекту архитектора Рудольфа Бернгарда. Церковь построена в стиле неоготики. Здание увенчано остроконечным шатром на высоком барабане, декорированном готическими стрельчатыми окнами и башенками-пинаклями. Стены облицованы песчаником. Интерьер церкви был великолепно отделан, помещение имело замечательную акустику и один из лучших в городе органов фирмы «Зауэр» (Sauer), действовавший с 1877 по 1935 год.
Здание сохранилось, с 2002 года велась его реставрация, которая была окончена в 2010 году. В 2012 году приходу церкви Святого Михаила был подарен орган австрийской фирмы «Rieger Orgelbau», изготовленный в 1956 году и принадлежавший лютеранской церкви Святого Павла в Хельсинки (Финляндия); инструмент ввели в строй в 2015 году, после чего 3 января 2016 года его освятил епископ Арри Кугаппи.
В процессе реставрации и немного позже здание было украшено витражами, которые первоначально отсутствовали, поскольку в XIX веке приход церкви Святого Михаила был в Петербургском округе одним из беднейших и не мог позволить себе такую роскошь, как витражи; так, то, что было невозможно в XIX веке, осуществилось в веке XXI-м.
Однако есть и потери: чугунный декор фасадов здания отреставрирован не полностью, поскольку часть элементов из-за обветшания и отсутствия ремонта была утрачена в советское время, а часть — фиалы боковых фасадов и чугунный парапет — признаны аварийными, сняты и складированы до времени, когда появятся средства на их возобновление. В результате на крыше отсутствуют башенки-пинакли и готические решетки.

## Пасторы, служившие в приходе
- Tobias Plasching (1732—1747)
- Hilarius Hartmann Henning (1747—1792)
- Ludwig Jeremias Hoffmann (1794—1801)
- Heinrich Conrad Heinemeyer (1801—1803)
- August Friedrich Hirscfeld (1803—1829)
- Carl Friedrich Rosental (1823—1827)
- Давид Флитнер (1830—1859)
- Adolf Stierin (1859—1860)
- Karl Masing (1860—1878)
- Paul von Loesch (1869—1877)
- Гвидо Пенгу (1878—1914)
- Karl Beldan (1903—1908)
- Eugen Deggeler (1908—1915)
- Karl Bush (1913—1918)

- Владимир Благинин (1992—1993)
- Сергей Прейман (1993—2003)
- Сергей Татаренко (с 2003)